# Масерија Ло Русо (Потенца)
Масерија Ло Русо (итал. Masseria Lo Russo) је насеље у Италији у округу Потенца, региону Базиликата.
Према процени из 2011. у насељу је живело 64 становника. Насеље се налази на надморској висини од 899 м.